# 趣店
趣店，原称趣分期 (：QD)是一家中国互联网金融公司，主打分期付款和消费贷。

## 历史
趣分期在2014年3月由罗敏成立于北京，主营校园贷。2015年蚂蚁金服入股，2016年改名趣店。2017年10月18日在纽约证交所上市，市值达到79亿美元。2018年8月蚂蚁金服在合同到期后不续签终止双方的合作。2018年第三季度，集团总部由北京搬迁至厦门。2021年，趣店開始販賣預製菜。

## 相关
- 校园贷
- 裸贷